# Ахалкалаки
Ахалкалаки (груз. ახალქალაქი) је град у Грузији у регији Самцхе-Џавахетија. Према процени из 2014. у граду је живело 8.295 становника.

## Становништво
Према процени, у граду је 2014. живело 8.295 становника.
| 1989.  | 2002. | 2014  |
| ------ | ----- | ----- |
| 15.572 | 9.802 | 8.295 |